# Melanocypha snellemanni
Melanocypha snellemanni – gatunek ważki z rodziny Chlorocyphidae; jedyny przedstawiciel rodzaju Melanocypha. Występuje w Indonezji – podgatunek nominatywny na Sumatrze, podgatunek javana na Jawie.